# Premier Parks, LLC
Pour la société d'origine nommée Premier Parks fondée en 1994, voir Six Flags.
Premier Parks, LLC (anciennement Rapids Holdings, LLC et Premier Attractions Management, LLC) est une société à responsabilité limitée basée aux États-Unis. L'entreprise possède et exploite plusieurs parcs d'attractions et parcs aquatiques à travers le pays et un au Canada.

## Historique
Kieran Burke et Gary Story ont précédemment occupé les postes de directeur général et de directeur de l'exploitation chez Six Flags pendant plus de 10 ans. En novembre 2009, ils achètent Nashville Shores, composé d'une marina, d'un parc de camping-cars et d'un parc aquatique. Ils réaménagent ce parc pour la saison 2010. Début 2011, ils annoncent l'achat du parc aquatique Ocean Breeze en Virginie avec l'intention de le rénover pour la saison 2011.
En 2011, la nouvelle société Premier Attractions Management commence à exploiter trois propriétés appartenant à CNL Lifestyle Properties : Frontier City, SplashTown Houston et White Water Bay. CNL Lifestyle Properties résilie ses contrats de location avec PARC Management pour huit parcs à la fin de 2010. Burke et Story ont depuis acquis le contrôle opérationnel de parcs supplémentaires appartenant à CNL Lifestyle Properties. En 2013, la société change son nom en Premier Parks, LLC en prenant l'ancienne dénomination sociale de la société qui avait acquis et pris le nom de Six Flags.
Fin 2016, CNL Lifestyle Properties vend son portefeuille d'attractions à EPR Properties. Lors de cette transaction, EPR transfère la gestion de ces parcs à Premier Parks, LLC, y compris ceux précédemment exploités par différents groupes.
En mai 2017, les opérations de Waterworld California ont été transférées à Six Flags Entertainment Corporation, qui possédait auparavant le parc et possédait également Six Flags Discovery Kingdom à proximité. En mai 2018, Six Flags annonce qu'il a conclu un accord d'achat avec Premier Parks pour acquérir les droits de location pour exploiter 5 parcs supplémentaires : Darien Lake, Frontier City, Wet'n'Wild Phoenix, Wet'n'Wild SplashTown et White Water Bay.

## Propriétés

### Pleine propriété
- Island H2O Water Park (depuis 2019)
- Nashville Shores (depuis 2009)[1]
- Ocean Breeze Waterpark (depuis 2011)[1]
- Wet'n'Wild Toronto (depuis 2016)[8]

### Opéré pour EPR Properties
- City Museum (depuis 2019)
- Hawaiian Falls Garland (depuis 2021)
- Hawaiian Falls The Colony (depuis 2021)
- Magic Springs (depuis 2017)
- Pacific Park (depuis 2018)[9]
- Rapids Water Park (depuis 2012)[4]
- Wet'n'Wild Hawaii (depuis 2014)[3]
- Wild Waves Theme Park (depuis 2017)

### Opéré pour Kroenke Entertainment
- Elitch Gardens (depuis 2013)

## Anciennes propriétés

### Pleine propriété
- Clementon Park (2011-2021); Vendu aux enchères le 23 mars 2021 à Indiana Beach Holdings, LLC (maintenant connu sous le nom d'IB Parks & Entertainment).

### Opéré pour EPR Properties
- Darien Lake (2015-2018) ; Opérations reprises par Six Flags
- Frontier City (2011-2018) ; Opérations reprises par Six Flags
- Waterworld California (2007-2017); Opérations reprises par Six Flags
- Wet'n'Wild Palm Springs (2014-2018) Vendu à Pono Acquisition Partners I, LLC et fermé jusqu'à la saison 2020.
- Wet'n'Wild Phoenix (2014-2018); Opérations reprises par Six Flags
- Wet'n'Wild SplashTown (2011-2018); Opérations reprises par Six Flags
- White Water Bay (Oklahoma) (2011-2018); Opérations reprises par Six Flags